# Чингин, Константин Сергеевич
Чинги́н Константи́н Серге́евич — российский рэндзист, вице-чемпион мира (2007), неоднократный победитель командных чемпионатов мира в составе сборной России (2004, 2006), неоднократный чемпион России (2004, 2006).

## Биография
Окончил факультет молекулярной и биологической физики Московского физико-технического института.
Первый раз попал в финальную часть чемпионата мира по рэндзю в 2003 году и сразу занял 4 место. Принимал также участие в двух последующих чемпионатах мира, неизменно улучшая результат: бронзовая медаль (3 место) в 2005, серебро в 2007.
Участвовал в шести высших лигах чемпионата России. Дебютировал в 2002 году, сразу завоевав серебряную медаль, лишь по дополнительным показателям отстав от занявшего первое место Павла Сальникова. Год спустя повторил результат, завоевав ещё одну серебряную медаль, а в 2004 впервые завоевал титул чемпиона России. Следующий чемпионат провел неудачно, заняв четвёртое место, но в 2006 году ещё раз стал чемпионом России, а в 2007 пополнил коллекцию наград серебряной медалью.
Константин неоднократно успешно выступал и на молодёжных турнирах, становился чемпионом мира в 1996 году (юноши до 18 лет), в 2000 году (юноши до 18 лет), в 2002 году (юноши до 22 лет).
Неоднократно в составе сборной России принимал участие в командных чемпионатах мира, дважды в составе команды став чемпионом мира (2004, 2006), один раз завоевав второе место (2008), один раз пятое (2012), один раз четвёртое (2014). В 2014 году стал наиболее результативным игроком турнира, набрав 8 очков в 10 турах.